# Diskografie Rammstein
Diskografie Rammstein, německé Neue Deutsche Härte kapely, se skládá z osmi studiových alb, tří živých alb a šesti video alb. Kapela Rammstein také vydala 33 singlů, z nichž 30 dostalo i videoklip. Kapelu založil v polovině 90. let kytarista Richard Kruspe spolu ze zpěvákem Tillem Lindemannem, doprovodným kytaristou Paulem Landersem, bubeníkem Christophem Schneiderem, klávesistou Christianem Lorenzem a baskytaristou Oliverem Riedlem. Všichni pocházejí z východního Berlína a Schwerinu.
První byl vydán singl „Du riechst so gut“ 24. srpna 1995 v digipack formátu. O měsíc později skupina vydala své debutové album Herzeleid, které se umístilo na šestém místě německého žebříčku Media Control Charts a udrželo se tam 102 týdnů. Před vydáním druhého studiového alba vyšel singl „Engel“, skladba byla použita v závěrečných titulcích filmu Mortal Kombat: Annihilation z roku 1997, zatímco samotné hudební video písně bylo poctou filmu Od soumraku do úsvitu, vydanému 1. dubna 1997. „Engel“ se dostal do první trojky v německém singlovém žebříčku a získal zlatou desku od Bundesverband Musikindustrie (BVMI) za prodej více než 250 000 výtisků.
Druhé album Sehnsucht vydali Rammstein v srpnu 1997, umístilo se na vrcholu německé i rakouské hitparády a nakonec získalo platinovou desku od IFPI. 30. srpna 1999 vydala skupina své první živé album Live aus Berlin. Natáčeno bylo dvě noci ve Wuhlheide Venue a vyšlo jak v CD, tak v DVD formátu.
Roku 2001 vyšlo třetí studiové album Mutter. Vedlo v německých i švýcarských žebříčcích a v obou zemích vyhrálo platinovou desku. Zároveň album obsahovalo doposud nejvíc singlů: „Mutter“, „Links 2-3-4“, „Ich will“, „Sonne“ a „Feuer frei!“. Píseň „Feuer frei!“ se také objevila ve filmu xXx od Roba Cohena. O dva roky později v roce 2003 vyšlo DVD Lichtspielhouse, které obsahuje videa ze živých vystoupení, videoklipy a rozhovory.
26. července 2004 vydali Rammstein singl „Mein Teil“, píseň inspirovanou německým kanibalem Arminem Meiwesem. Umístila se na druhém místě v německém i finském žebříčku. Později téhož roku skupina vydala své čtvrté studiové album Reise, Reise, které se umístilo na vrcholu rakouského, finského, německého a švýcarského žebříčku a v posledních dvou zemích bylo ohodnoceno platinovou deskou. Mezi další singly z alba patří „Amerika“, „Ohne dich“ a „Keine Lust“.
Páté studiové album Rosenrot, které bylo celosvětově vydáno 28. října 2005, dosáhlo vrcholu žebříčků v Německu, Rakousku a Finsku a prodejem album získalo zlatou desku v Rakousku a Finsku a platinovou v Německu. Album zplodilo singly „Rosenrot“, „Mann gegen Mann“ (zaměřený na homosexualitu) a „Benzin“. „Benzin“ dosáhl prvního místa v dánském žebříčku.
V listopadu 2006 vydala skupina CD a DVD Völkerball, obsahující živé záběry natočené ve Spojeném království, Francii, Japonsku a Rusku a navíc i dokument. V německé a finské hitparádě skončio album na prvním místě a získalo dvojitou platinu od BVMI.
Po 4 letech od posledního studového alba vyšlo v říjnu roku 2009 šesté album s názvem Liebe ist für alle da. Jedná se pravděpodobně o nejkontroverznější album skupiny. Například videoklip k singlu „Pussy“, který byl vydán jako první, je čistá pornografie. Další singly z alba jsou „Ich tu dir weh“ a „Haifisch“.
Následně 11. listopadu 2011 vyšel singl „Mein Land“, na kterém se poprvé objevila i skladba „Vergiss uns Nicht“. V prosinci toho roku vydala skupina ještě kompilační album Made in Germany 1995–2011.
V roce 2015 bylo možné zakoupit box set XXI v limitovaném počtu 14 000 kusů pro celý svět. Po dvou letech konečně spatřilo světlo světa živé album Rammstein: Paris, které bylo v přípravě pět let.
Od té doby vydala skupina další dvě studiová alba; nepojmenované studiové album z roku 2019 a Zeit (2022).

## Alba

### Studiová alba
| Název                                                   | Detaily alba                                                                               | Nejvyšší umístění v žebříčcích | Nejvyšší umístění v žebříčcích | Nejvyšší umístění v žebříčcích | Nejvyšší umístění v žebříčcích | Nejvyšší umístění v žebříčcích | Nejvyšší umístění v žebříčcích | Nejvyšší umístění v žebříčcích | Nejvyšší umístění v žebříčcích | Nejvyšší umístění v žebříčcích | Nejvyšší umístění v žebříčcích | Nejvyšší umístění v žebříčcích | Nejvyšší umístění v žebříčcích | Nejvyšší umístění v žebříčcích | Nejvyšší umístění v žebříčcích | Prodeje                                                           | Certifikace |
| Název                                                   | Detaily alba                                                                               | GER                            | AUS                            | AUT                            | BEL                            | CAN                            | DEN                            | FIN                            | FRA                            | NLD                            | NOR                            | SWE                            | SWI                            | UK                             | US                             | Prodeje                                                           | Certifikace |
| ------------------------------------------------------- | ------------------------------------------------------------------------------------------ | ------------------------------ | ------------------------------ | ------------------------------ | ------------------------------ | ------------------------------ | ------------------------------ | ------------------------------ | ------------------------------ | ------------------------------ | ------------------------------ | ------------------------------ | ------------------------------ | ------------------------------ | ------------------------------ | ----------------------------------------------------------------- | --- |
| Herzeleid                                               | - Vydáno: 24. září 1995 - Vydavatel: Motor Music - Formát: CD, CS, LP, DL                  | 2                              | —                              | 11                             | 30                             | —                              | —                              | 26                             | 85                             | 77                             | —                              | 52                             | 4                              | —                              | —                              |                                                                   | - BVMI: Platinová - BPI: Stříbrná - IFPI: Platinová                                                                                      |
| Sehnsucht                                               | - Vydáno: 22. srpna 1997 - Vydavatel: Motor Music - Formát: CD, CS, LP, DL                 | 1                              | 25                             | 1                              | 36                             | —                              | —                              | 19                             | 76                             | 28                             | 23                             | 15                             | 3                              | —                              | 45                             | - USA: 1 200 000 - CELOSVĚTOVĚ: 3 200 000                         | - BVMI: Platinová - NVPI: Zlatá - BPI: Zlatá - IFPI: Platinová - IFPI SWI: 2x Platinová - MC: Platinová - RIAA: Platinová                |
| Mutter                                                  | - Vydáno: 2. dubna 2001 - Vydavatel: Motor Music, Universal Music - Formát: CD, CS, LP, DL | 1                              | 10                             | 1                              | 7                              | 14                             | 22                             | 7                              | 23                             | 4                              | 12                             | 12                             | 1                              | 86                             | 77                             | - FIN: 15 193                                                     | - BVMI: 2x Platinová - NVPI: Zlatá - BPI: Zlatá - IFPI: Platinová - IFPI SWI: Platinová - IFPI FIN: Zlatá - IFPI AUT: Zlatá - BEA: Zlatá |
| Reise, Reise                                            | - Vydáno: 27. září 2004 - Vydavatel: Universal Music - Formát: CD, CS, LP, DL              | 1                              | 19                             | 1                              | 4                              | —                              | 3                              | 1                              | 3                              | 2                              | 4                              | 2                              | 1                              | 37                             | 61                             | - FIN: 26 501 - USA: 26 716                                       | - BVMI: 7x Zlatá - BPI: Zlatá - IFPI: Platinová - IFPI SWI: Platinová - IFPI FIN: Zlatá - IFPI AUT: Platinová                            |
| Rosenrot                                                | - Vydáno: 28. října 2005 - Vydavatel: Universal Music - Formát: CD, LP, DL                 | 1                              | 44                             | 1                              | 3                              | —                              | 2                              | 1                              | 5                              | 4                              | 4                              | 2                              | 2                              | 29                             | 47                             | - FIN: 20 892                                                     | - BVMI: 3x Platinová - BPI: Stříbrná - IFPI: Platinová - IFPI SWI: Platinová - IFPI FIN: Zlatá                                           |
| Liebe ist für alle da                                   | - Vydáno: 16. října 2009 - Vydavatel: Universal Music - Formát: CD, LP, DL                 | 1                              | 9                              | 1                              | 3                              | —                              | 1                              | 1                              | 2                              | 1                              | 4                              | 3                              | 1                              | 16                             | 13                             | - FIN: 24 843 - FRA: 50 000 - USA: 93 000                         | - BVMI: 7x Zlatá - BEA: Zlatá - BPI: Stříbrná - IFPI: Platinová - IFPI SWI: Platinová - IFPI FIN: Zlatá - SNEP: Zlatá                    |
| Untitled                                                | - Vydáno: 17. května 2019 - Vydavatel: Universal Music - Formát: CD, LP, DL                | 1                              | 5                              | 1                              | 1                              | 5                              | 1                              | 1                              | 1                              | 1                              | 1                              | 2                              | 1                              | 3                              | 9                              | - FRA: 50 000 - NĚM: 260 000 - USA: 25 000 - CELOSVĚTOVĚ: 900 000 | - BVMI: 3x Platinová - BEA: Zlatá - BPI: Stříbrná - IFPI SWI: Platinová - IFPI AUT: 2x Platinová - SNEP: Platinová                       |
| Zeit                                                    | - Vydáno: 29. dubna 2022 - Vydavatel: Universal Music - Formát: CD, LP, DL                 | 1                              | 3                              | 1                              | 1                              | 7                              | 1                              | 1                              | 1                              | 1                              | 1                              | 1                              | 1                              | 3                              | 15                             | - NĚM: 160 000                                                    | - BVMI: 3x Zlatá - BEA: Zlatá - IFPI SWI: Platinová - IFPI AUT: Platinová - SNEP: Zlatá                                                  |
| „—“ značí vydání, která se neumístila v dané hitparádě. |                                                                                            |                                |                                |                                |                                |                                |                                |                                |                                |                                |                                |                                |                                |                                |                                |                                                                   | |

### Koncertní alba
| Název                                                   | Detaily alba                                                                | Nejvyšší umístění v žebříčcích | Nejvyšší umístění v žebříčcích | Nejvyšší umístění v žebříčcích | Nejvyšší umístění v žebříčcích | Nejvyšší umístění v žebříčcích | Nejvyšší umístění v žebříčcích | Nejvyšší umístění v žebříčcích | Nejvyšší umístění v žebříčcích | Nejvyšší umístění v žebříčcích | Nejvyšší umístění v žebříčcích | Certifikace                                              |
| Název                                                   | Detaily alba                                                                | GER                            | AUT                            | BEL                            | FIN                            | FRA                            | NLD                            | NOR                            | SWE                            | SWI                            | USA                            | Certifikace                                              |
| ------------------------------------------------------- | --------------------------------------------------------------------------- | ------------------------------ | ------------------------------ | ------------------------------ | ------------------------------ | ------------------------------ | ------------------------------ | ------------------------------ | ------------------------------ | ------------------------------ | ------------------------------ | -------------------------------------------------------- |
| Live aus Berlin                                         | - Vydáno: 31. srpna 1999 - Vydavatel: Motor Music - Formát: CD, CS, DL      | 1                              | 2                              | 93                             | 35                             | 97                             | 43                             | 29                             | 42                             | 8                              | 179                            | - BVMI: Zlatá - IFPI DEN: Zlatá - IFPI SWI: Zlatá        |
| Völkerball                                              | - Vydáno: 17. listopadu 2006 - Vydavatel: Universal Music - Formát: CD      | 1                              | 3                              | 48                             | 1                              | 54                             | 7                              | 24                             | 1                              | 7                              | 147                            | - BVMI: 2x Platinová - IFPI DEN: Zlatá - IFPI SWI: Zlatá |
| Rammstein: Paris                                        | - Vydáno: 19. května 2017 - Vydavatel: Universal Music - Formát: CD, LP, DL | 1                              | 3                              | 2                              | 8                              | 13                             | 10                             | 15                             | 11                             | 3                              | —                              | - BVMI: Platinová                                        |
| „—“ značí vydání, která se neumístila v dané hitparádě. |                                                                             |                                |                                |                                |                                |                                |                                |                                |                                |                                |                                |                                                          |

### Kompilační alba
| Název                                                   | Detaily alba                                                             | Nejvyšší umístění v žebříčcích | Nejvyšší umístění v žebříčcích | Nejvyšší umístění v žebříčcích | Nejvyšší umístění v žebříčcích | Nejvyšší umístění v žebříčcích | Nejvyšší umístění v žebříčcích | Nejvyšší umístění v žebříčcích | Nejvyšší umístění v žebříčcích | Nejvyšší umístění v žebříčcích | Nejvyšší umístění v žebříčcích | Nejvyšší umístění v žebříčcích | Certifikace                                                            |
| Název                                                   | Detaily alba                                                             | GER                            | AUT                            | BEL                            | FIN                            | FRA                            | NLD                            | NOR                            | SWE                            | SWI                            | DEN                            | NZ                             | Certifikace                                                            |
| ------------------------------------------------------- | ------------------------------------------------------------------------ | ------------------------------ | ------------------------------ | ------------------------------ | ------------------------------ | ------------------------------ | ------------------------------ | ------------------------------ | ------------------------------ | ------------------------------ | ------------------------------ | ------------------------------ | ---------------------------------------------------------------------- |
| Made in Germany 1995–2011                               | - Vydáno: 2. prosince 2011 - Vydavatel: Universal Music - Formát: CD, DL | 1                              | 2                              | 6                              | 12                             | 42                             | 18                             | 4                              | 1                              | 5                              | 6                              | 36                             | - BVMI: 5x Zlatá - IFPI AUT: Zlatá - IFPI BEL: Zlatá - IFPI DEN: Zlatá |
| Raritäten (1994–2012)                                   | - Vydáno: 23. dubna 2015 - Vydavatel: Vertigo Records - Formát: CD       | —                              | —                              | —                              | —                              | —                              | —                              | —                              | —                              | —                              | —                              | —                              |                                                                        |
| Remixes                                                 | - Vydáno: 27. března 2020 - Vydavatel: Universal Music - Formát: DL      | —                              | —                              | —                              | —                              | —                              | —                              | —                              | —                              | —                              | —                              | —                              |                                                                        |
| „—“ značí vydání, která se neumístila v dané hitparádě. |                                                                          |                                |                                |                                |                                |                                |                                |                                |                                |                                |                                |                                |                                                                        |

### Box sety
| Název                      | Detaily alba                                                         | Poznámky |
| -------------------------- | -------------------------------------------------------------------- | --- |
| Original Single Kollektion | - Vydáno: 19. června 1998 - Vydavatel: Universal Music - Formát: CD  | - Jedná se o sběratelský set, kterého se do prodeje dostalo jen 1 000 kopií. |
| XXI                        | - Vydáno: 4. prosince 2015 - Vydavatel: Mercury Records - Formát: LP | - Tento box-set obsahoval nejen všech 6 v té době vydaných studiových alb remastererovaných na 180g vinyl, ale také zcela novou kolekci singlů, které nebyly vydané na žádném albu, Raritäten včetně nevydané verze Los. - Prodej byl omezen na 14 000 kusů celosvětově. |

## Singly
| Název                                                   | Rok vydání | Nejvyšší umístění v žebříčcích | Nejvyšší umístění v žebříčcích | Nejvyšší umístění v žebříčcích | Nejvyšší umístění v žebříčcích | Nejvyšší umístění v žebříčcích | Nejvyšší umístění v žebříčcích | Nejvyšší umístění v žebříčcích | Nejvyšší umístění v žebříčcích | Nejvyšší umístění v žebříčcích | Nejvyšší umístění v žebříčcích | Nejvyšší umístění v žebříčcích | Nejvyšší umístění v žebříčcích | Certifikace                                              | Album                     |
| Název                                                   | Rok vydání | GER                            | AUT                            | BEL                            | DEN                            | FIN                            | FRA                            | NLD                            | NOR                            | SWE                            | SWI                            | SPA                            | UK                             | Certifikace                                              | Album                     |
| ------------------------------------------------------- | ---------- | ------------------------------ | ------------------------------ | ------------------------------ | ------------------------------ | ------------------------------ | ------------------------------ | ------------------------------ | ------------------------------ | ------------------------------ | ------------------------------ | ------------------------------ | ------------------------------ | -------------------------------------------------------- | ------------------------- |
| "Du riechst so gut"                                     | 1995       | —                              | —                              | —                              | —                              | —                              | —                              | —                              | —                              | —                              | —                              | —                              | —                              |                                                          | Herzeleid                 |
| "Seemann"                                               | 1996       | —                              | —                              | —                              | —                              | —                              | —                              | —                              | —                              | —                              | —                              | —                              | —                              |                                                          | Herzeleid                 |
| "Engel"                                                 | 1997       | 3                              | 4                              | —                              | —                              | —                              | —                              | —                              | —                              | 48                             | 17                             | —                              | —                              | - BVMI: Zlatá                                            | Sehnsucht                 |
| "Du hast"                                               | 1997       | 5                              | 10                             | —                              | —                              | —                              | —                              | —                              | —                              | 52                             | 33                             | —                              | 186                            | - BPI: Stříbrná - IFPI DEN: Zlatá                        | Sehnsucht                 |
| "Das Modell"                                            | 1997       | 5                              | 18                             | —                              | —                              | —                              | —                              | —                              | —                              | 41                             | —                              | —                              | —                              |                                                          | —                         |
| "Du riechst so gut '98"                                 | 1998       | 16                             | —                              | —                              | —                              | —                              | —                              | —                              | —                              | —                              | —                              | —                              | —                              |                                                          | —                         |
| "Stripped"                                              | 1998       | 14                             | 27                             | —                              | —                              | —                              | —                              | —                              | —                              | —                              | 42                             | —                              | —                              |                                                          | For the Masses            |
| "Asche zu Asche"                                        | 2001       | —                              | —                              | —                              | —                              | —                              | —                              | —                              | —                              | —                              | —                              | —                              | —                              |                                                          | Herzeleid                 |
| "Sonne"                                                 | 2001       | 2                              | 5                              | 44                             | —                              | 9                              | —                              | 24                             | —                              | 42                             | 18                             | —                              | —                              | - BPI: Stříbrná                                          | Mutter                    |
| "Links 2 3 4"                                           | 2001       | 26                             | 33                             | —                              | —                              | 15                             | —                              | 60                             | —                              | —                              | 65                             | —                              | —                              |                                                          | Mutter                    |
| "Ich will"                                              | 2001       | 29                             | 59                             | —                              | —                              | 19                             | —                              | 52                             | —                              | —                              | —                              | —                              | 30                             | - BVMI: Zlatá                                            | Mutter                    |
| "Mutter"                                                | 2002       | 47                             | —                              | 65                             | —                              | 7                              | —                              | 69                             | —                              | —                              | —                              | —                              | —                              |                                                          | Mutter                    |
| "Feuer frei!"                                           | 2002       | 33                             | 28                             | —                              | —                              | —                              | —                              | 70                             | —                              | —                              | —                              | —                              | 35                             |                                                          | Mutter                    |
| "Mein Teil"                                             | 2004       | 2                              | 6                              | 40                             | 6                              | 2                              | 60                             | 15                             | 11                             | 8                              | 11                             | 1                              | 61                             |                                                          | Reise, Reise              |
| "Amerika"                                               | 2004       | 2                              | 3                              | 36                             | 2                              | 10                             | 89                             | 16                             | 13                             | 21                             | 5                              | 9                              | 38                             | - BVMI: Zlatá                                            | Reise, Reise              |
| "Ohne dich"                                             | 2004       | 12                             | 38                             | —                              | 17                             | 13                             | —                              | 30                             | —                              | —                              | 42                             | —                              | —                              |                                                          | Reise, Reise              |
| "Keine Lust"                                            | 2005       | 16                             | 25                             | 57                             | 4                              | 14                             | —                              | 19                             | —                              | 57                             | 30                             | 5                              | 35                             |                                                          | Reise, Reise              |
| "Benzin"                                                | 2005       | 6                              | 11                             | 33                             | 3                              | 1                              | 81                             | 25                             | 15                             | 16                             | 15                             | 3                              | 58                             |                                                          | Rosenrot                  |
| "Rosenrot"                                              | 2005       | 28                             | 46                             | 62                             | 8                              | —                              | —                              | 43                             | —                              | 53                             | 59                             | 13                             | —                              |                                                          | Rosenrot                  |
| "Mann gegen Mann"                                       | 2006       | 20                             | 42                             | 60                             | 5                              | 18                             | —                              | 35                             | —                              | 45                             | 66                             | —                              | 59                             |                                                          | Rosenrot                  |
| "Pussy"                                                 | 2009       | 1                              | 4                              | 34                             | 37                             | 1                              | 13                             | 43                             | 16                             | 22                             | 12                             | —                              | 95                             |                                                          | Liebe ist für alle da     |
| "Ich tu dir weh"                                        | 2010       | —                              | 74                             | —                              | —                              | —                              | 41                             | —                              | —                              | —                              | —                              | —                              | —                              |                                                          | Liebe ist für alle da     |
| "Haifisch"                                              | 2010       | 33                             | —                              | —                              | —                              | —                              | 50                             | —                              | —                              | —                              | —                              | —                              | —                              |                                                          | Liebe ist für alle da     |
| "Mein Land"                                             | 2011       | 5                              | 9                              | 78                             | —                              | 14                             | —                              | 88                             | —                              | —                              | 21                             | —                              | —                              |                                                          | Made in Germany 1995–2011 |
| "Mein Herz brennt"                                      | 2012       | 7                              | 31                             | 127                            | —                              | —                              | 109                            | —                              | —                              | —                              | 33                             | —                              | —                              |                                                          | Mutter                    |
| "Deutschland"                                           | 2019       | 1                              | 4                              | 23                             | —                              | 4                              | 100                            | 74                             | —                              | 44                             | 1                              | —                              | 98                             | - BVMI: 3× Zlatá - IFPI AUT: Platinová - IFPI DEN: Zlatá | Untitled                  |
| "Radio"                                                 | 2019       | 4                              | 13                             | 67                             | —                              | —                              | —                              | —                              | —                              | 100                            | 17                             | —                              | —                              | - BVMI: Zlatá - IFPI AUT: Zlatá                          | Untitled                  |
| "Ausländer"                                             | 2019       | 2                              | 29                             | 52                             | —                              | —                              | —                              | —                              | —                              | —                              | 38                             | —                              | —                              | - BVMI: Zlatá - IFPI AUT: Zlatá                          | Untitled                  |
| "Zeit"                                                  | 2022       | 1                              | 6                              | —                              | —                              | 17                             | —                              | 96                             | —                              | 72                             | 2                              | —                              | —                              |                                                          | Zeit                      |
| "Zick Zack"                                             | 2022       | 1                              | 8                              | —                              | —                              | 20                             | —                              | —                              | —                              | 62                             | 11                             | —                              | —                              | - IFPI AUT: Zlatá                                        | Zeit                      |
| "Dicke Titten"                                          | 2022       | 12                             | 9                              | —                              | —                              | —                              | —                              | —                              | —                              | 65                             | 27                             | —                              | —                              | - IFPI AUT: Zlatá                                        | Zeit                      |
| "Angst"                                                 | 2022       | 5                              | 21                             | —                              | —                              | —                              | —                              | —                              | —                              | 71                             | 19                             | —                              | —                              |                                                          | Zeit                      |
| "Adieu"                                                 | 2022       | 13                             | 48                             | —                              | —                              | —                              | —                              | —                              | —                              | —                              | 56                             | —                              | —                              |                                                          | Zeit                      |
| „—“ značí vydání, která se neumístila v dané hitparádě. |            |                                |                                |                                |                                |                                |                                |                                |                                |                                |                                |                                |                                |                                                          |                           |